# Synagoga v Dobrušce
Synagoga v Dobrušce je bývalý židovský templ postavený po roce 1866 na místě starší synagogy z roku 1722. Nachází se na Šubertově náměstí, jež leží asi 100 m na severovýchod od hlavního dobrušského náměstí F. L. Věka, jako číslo popisné 646. Je chráněna jako kulturní památka České republiky.

## Historie
První dobrušskou synagogu z roku 1722 zničil v roce 1806 rozsáhlý požár. Nedlouho poté započala zdejší židovská obec s výstavbou nového svatostánku v novogotickém stylu, k jehož další úpravě došlo roku 1868 po dalším požáru v roce 1866.
Zdejší židovská komunita sice přestala existovat v roce 1941, nicméně synagoga sloužila svému účelu až do následujícího roku, kdy byli dobrušští Židé 18. prosince odvlečeni do koncentračního tábora v Terezíně.
Po válce se v budově synagogy usídlil okresní sekretariát KSČ.
V roce 1949 prodala Rada židovských náboženských obcí budovu sboru Českobratrské církve evangelické v Klášteře nad Dědinou. 23. května 1954 byla slavnostně zasvěcena jako modlitebna této církve.
Roku 2006 budovu bývalé synagogy odkoupilo město Dobruška. V rámci rekonstrukce, kterou prošla v roce 2010, byla propojena se sousedním rabínským domem neboli rabinátem, v němž sídlí Vlastivědné muzeum. Při rekonstrukci byla v budově muzea objevena a následně zpřístupněna rituální očistná lázeň mikve. Došlo také k obnově interiéru synagogy. Podařilo se sem dokonce navrátit i původní dobrušský svitek tóry. V objektech muzea je dnes umístěna stálá expozice Židé v dějinách Dobrušky věnovaná historii města a jeho židovské komunity.

## Popis
Dvoupodlažní novogotické průčelí synagogy je součástí fronty, která utváří východní linii Šubertova náměstí. Od vedlejšího dvoupodlažního domu, kde sídlí městské muzeum, ji odděluje úzká proluka neboli soutka, která je v dnešní době z obou stran zaslepená zdí. Do domu č. 45 (muzeum) z ní vede zazděný vchod, jenž snad původně sloužil ke vstupu do prostoru mikve. Mezi oběma domy je umístěn rozpěrný prampouch.
Lodní prostor synagogy v jednopodlažním zadním traktu je zaklenut valenou klenbou. Do hlavního sálu se vstupuje z předsíně dveřmi ve středu západní stěny. V sále se vpravo od vstupu nachází výklenek s rituálním umyvadlem neboli kijorem. Nad aronem ha-kodeš na východní stěně je oválné okénko. Ženská galerie při západní stěně sálu má zdobené zábradlí.

## Další fotografie

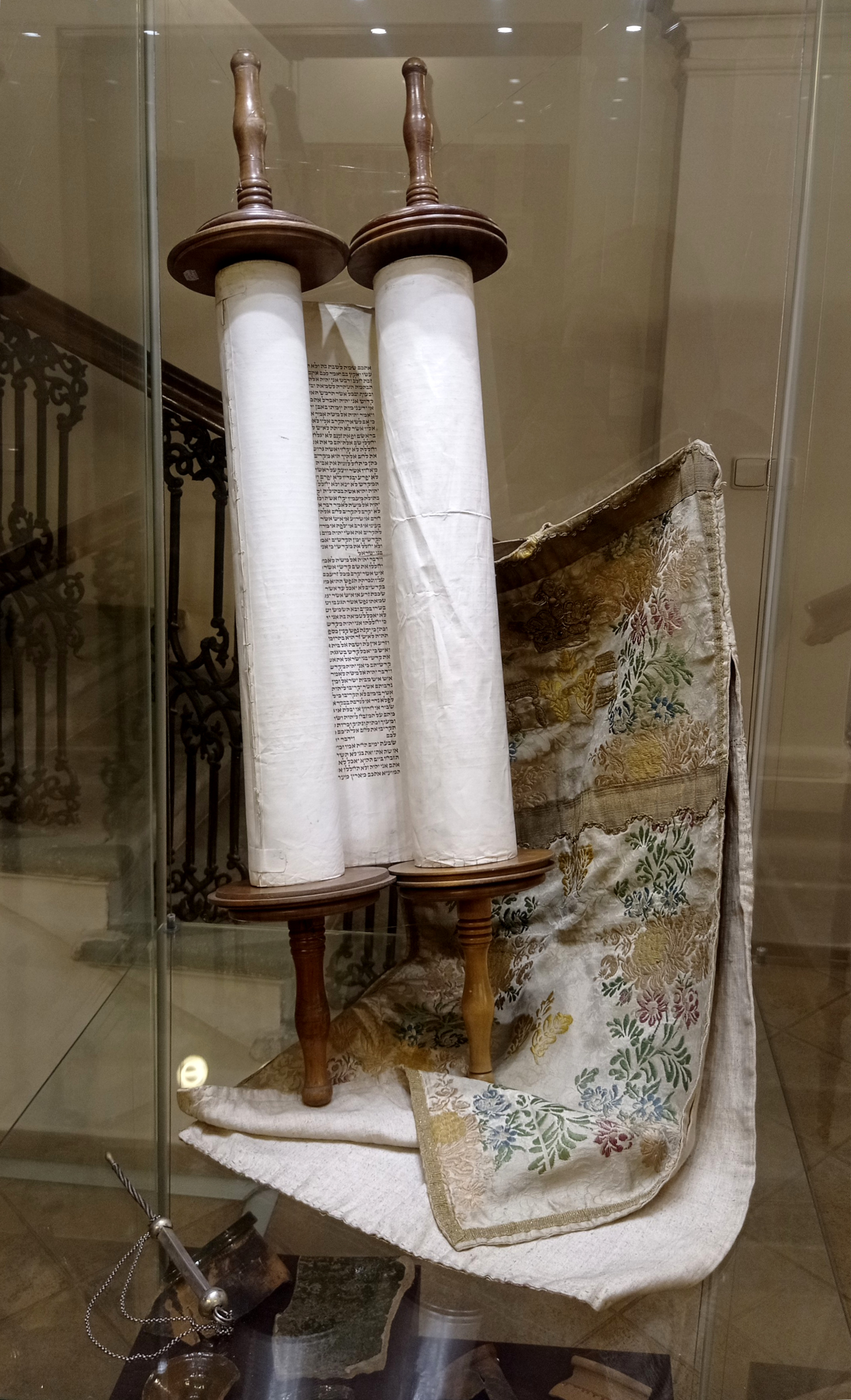
Originál tóry s pláštíkem a jadem
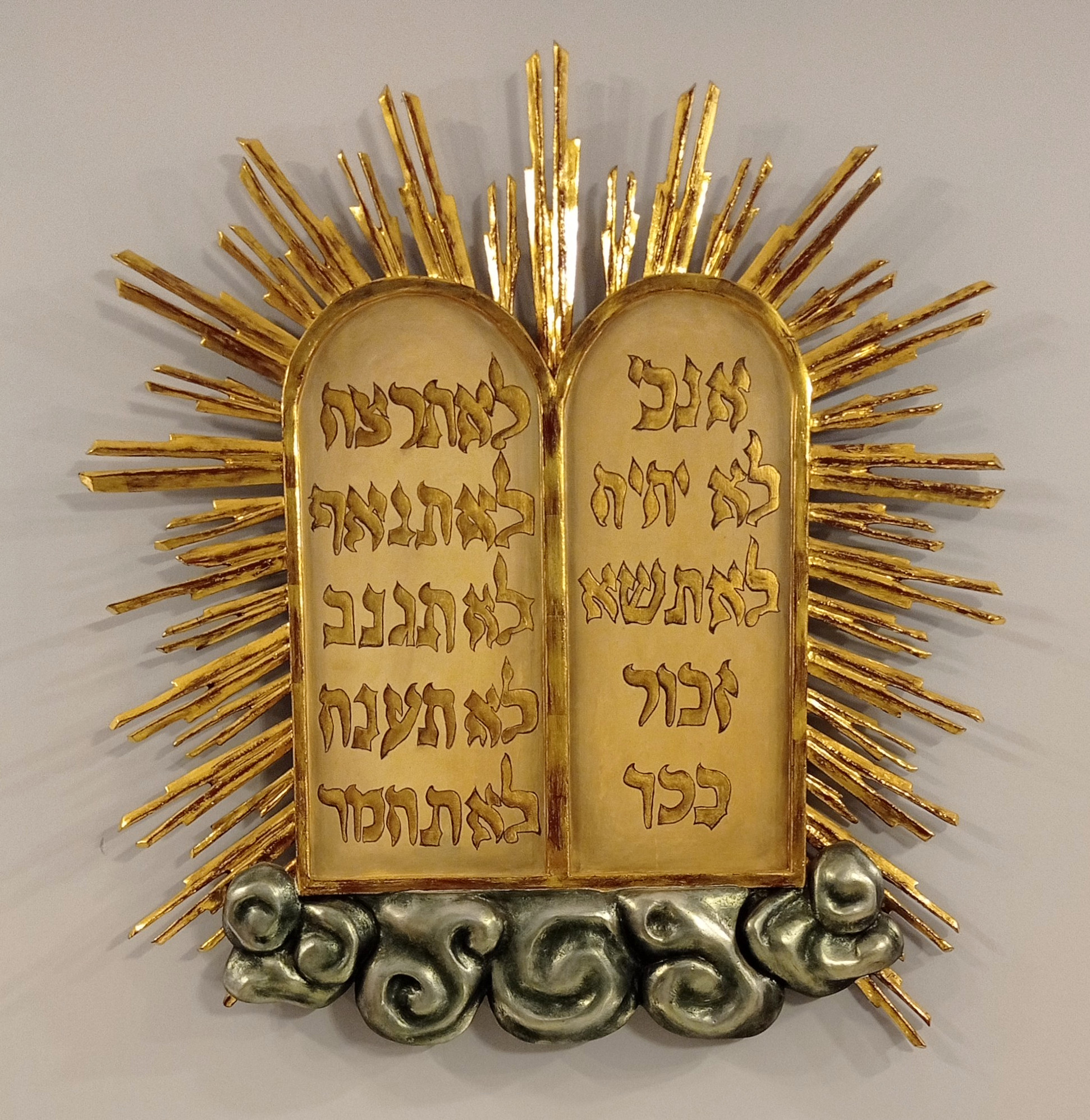
Desatero bývalo na štítu synagogy
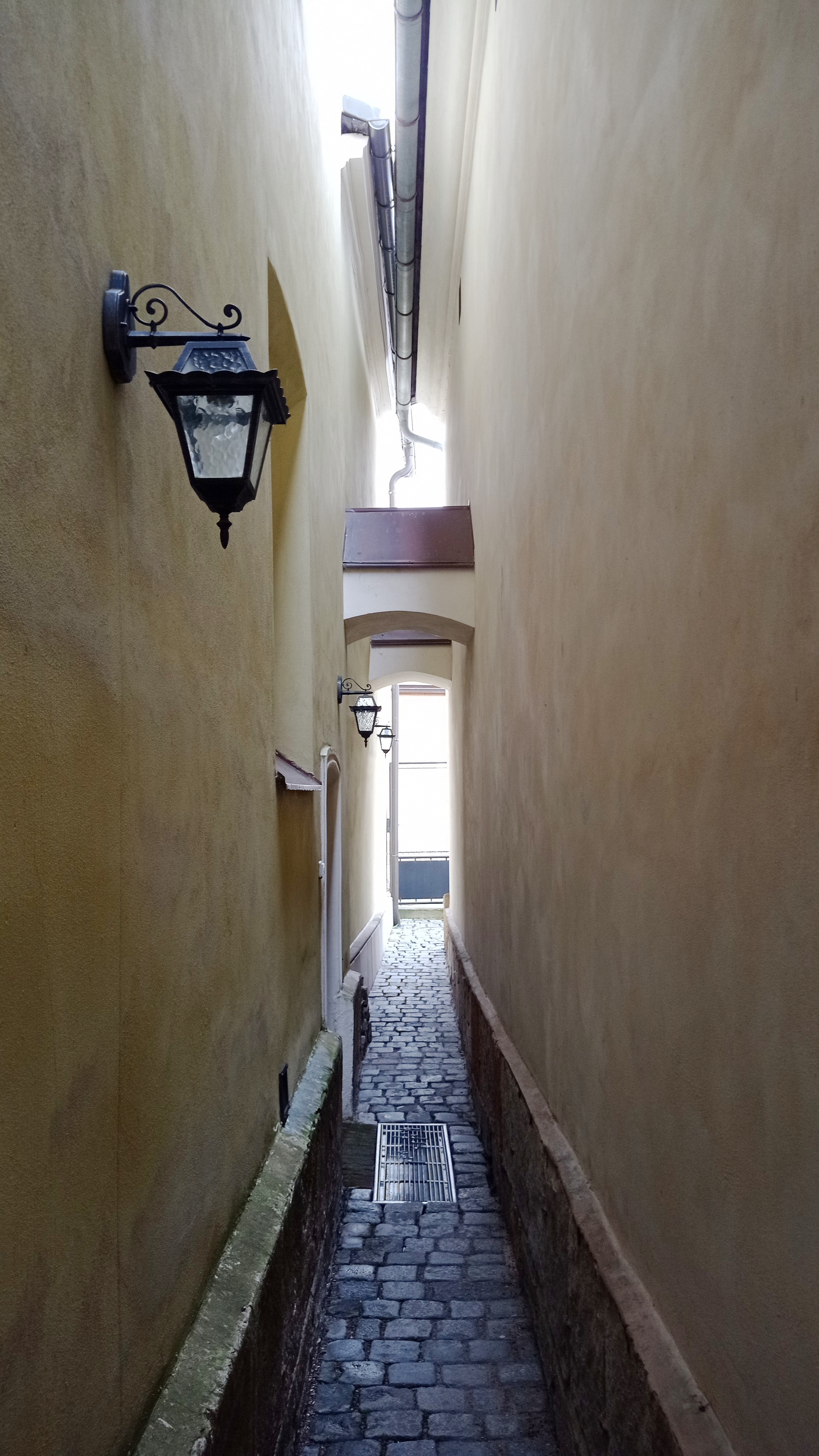
Ulička mezi rabinátem a synagogou
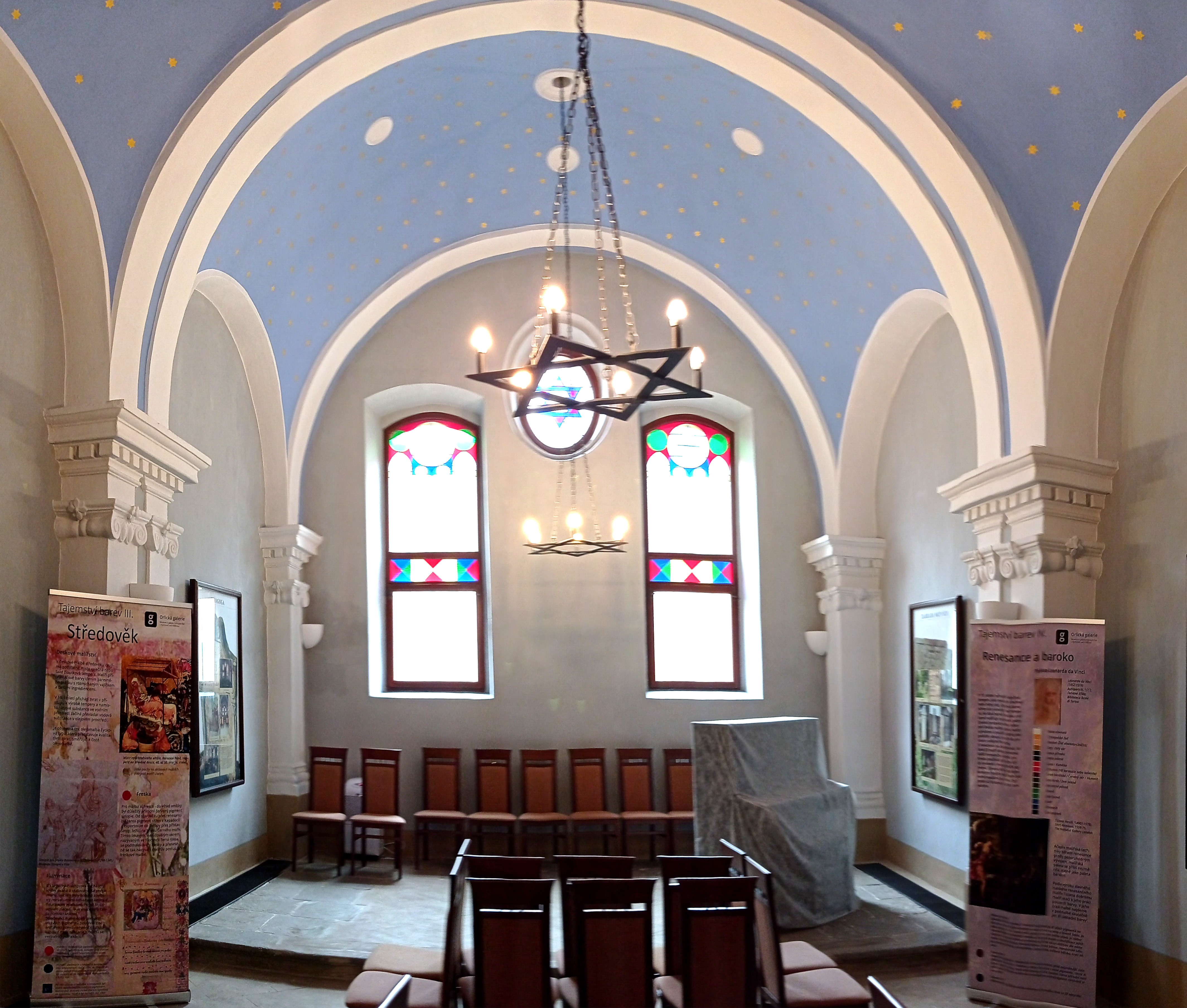
Interiér synagogy
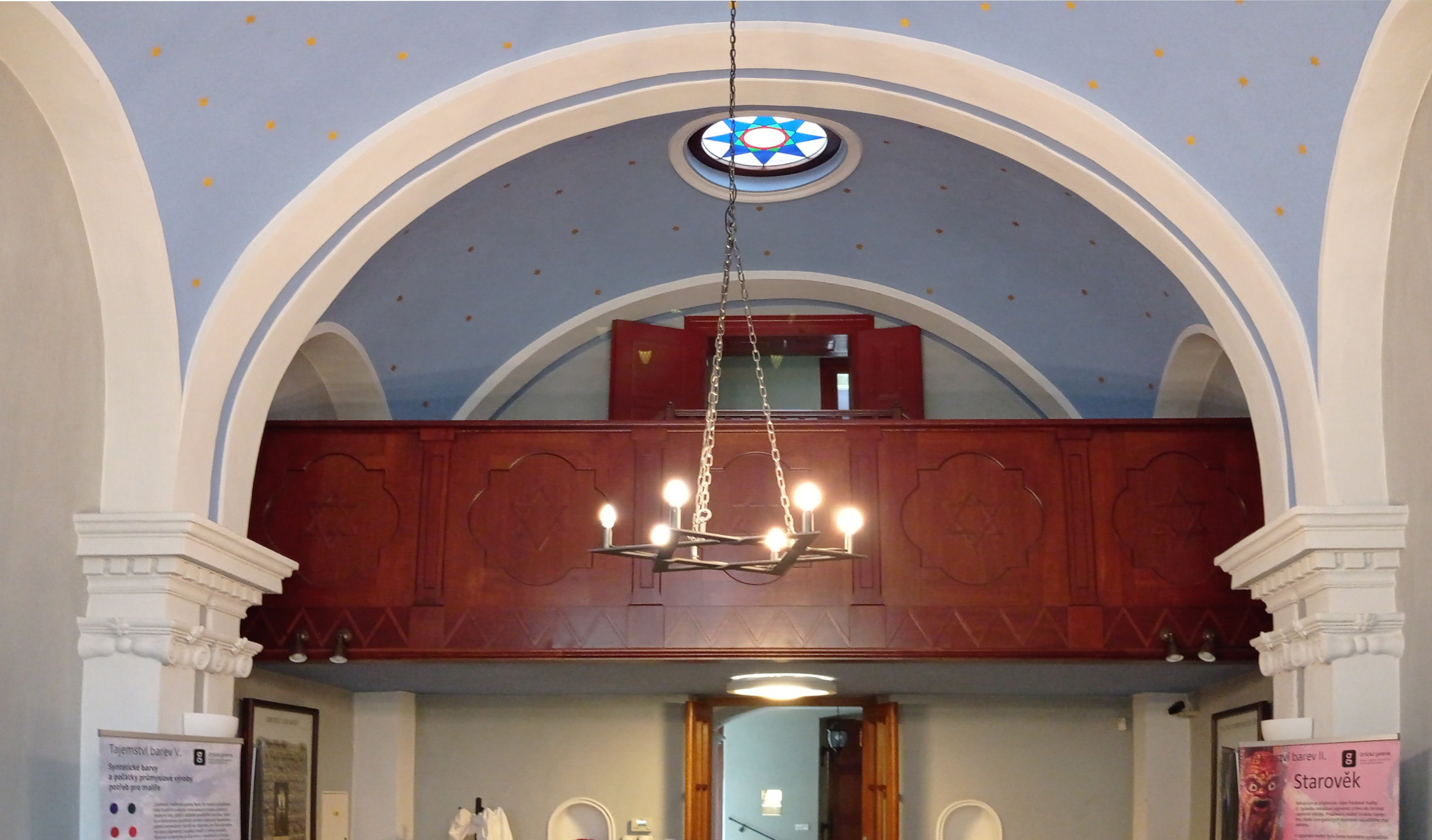
Ženská galerie
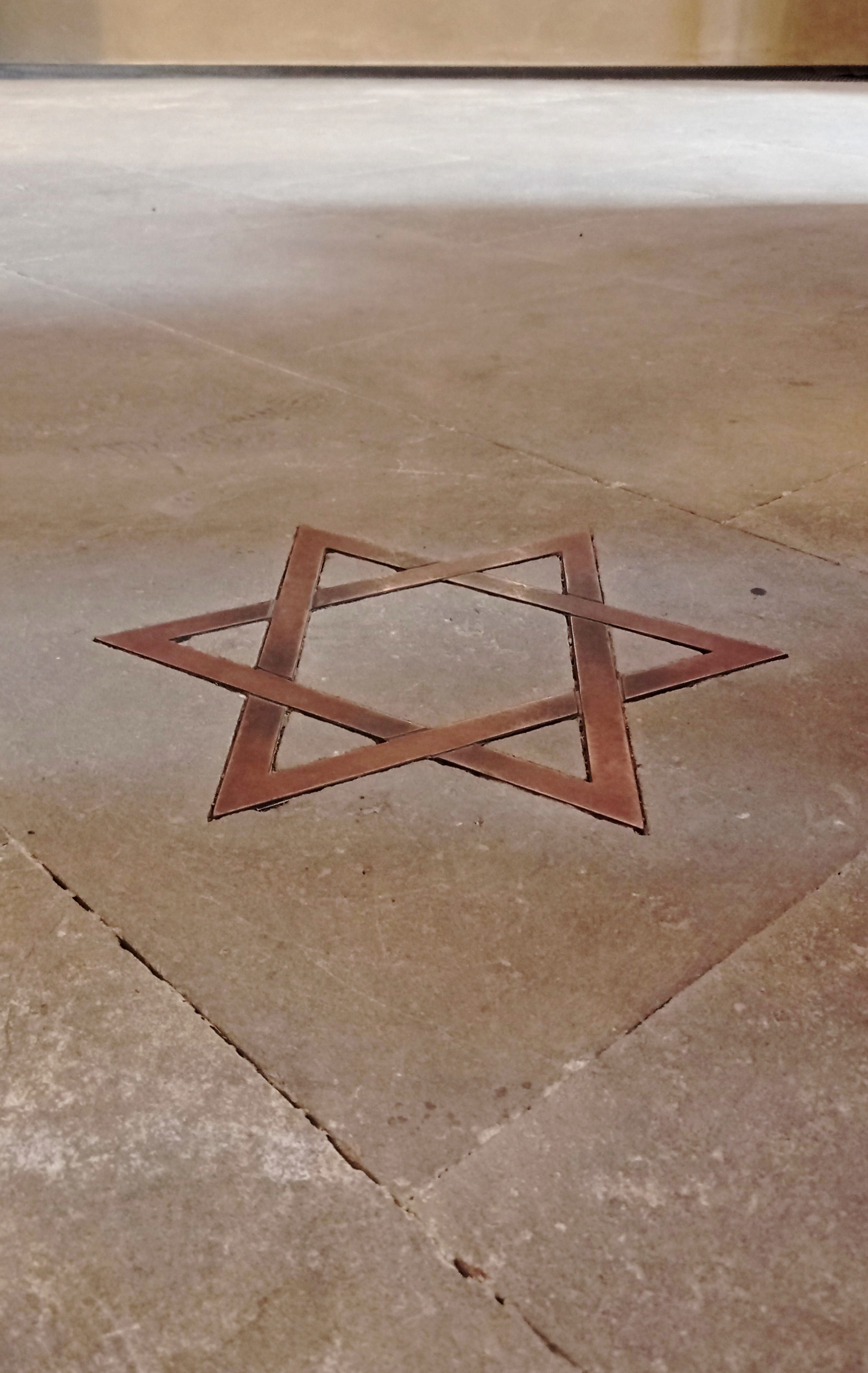
Davidova hvězda na místě bimy
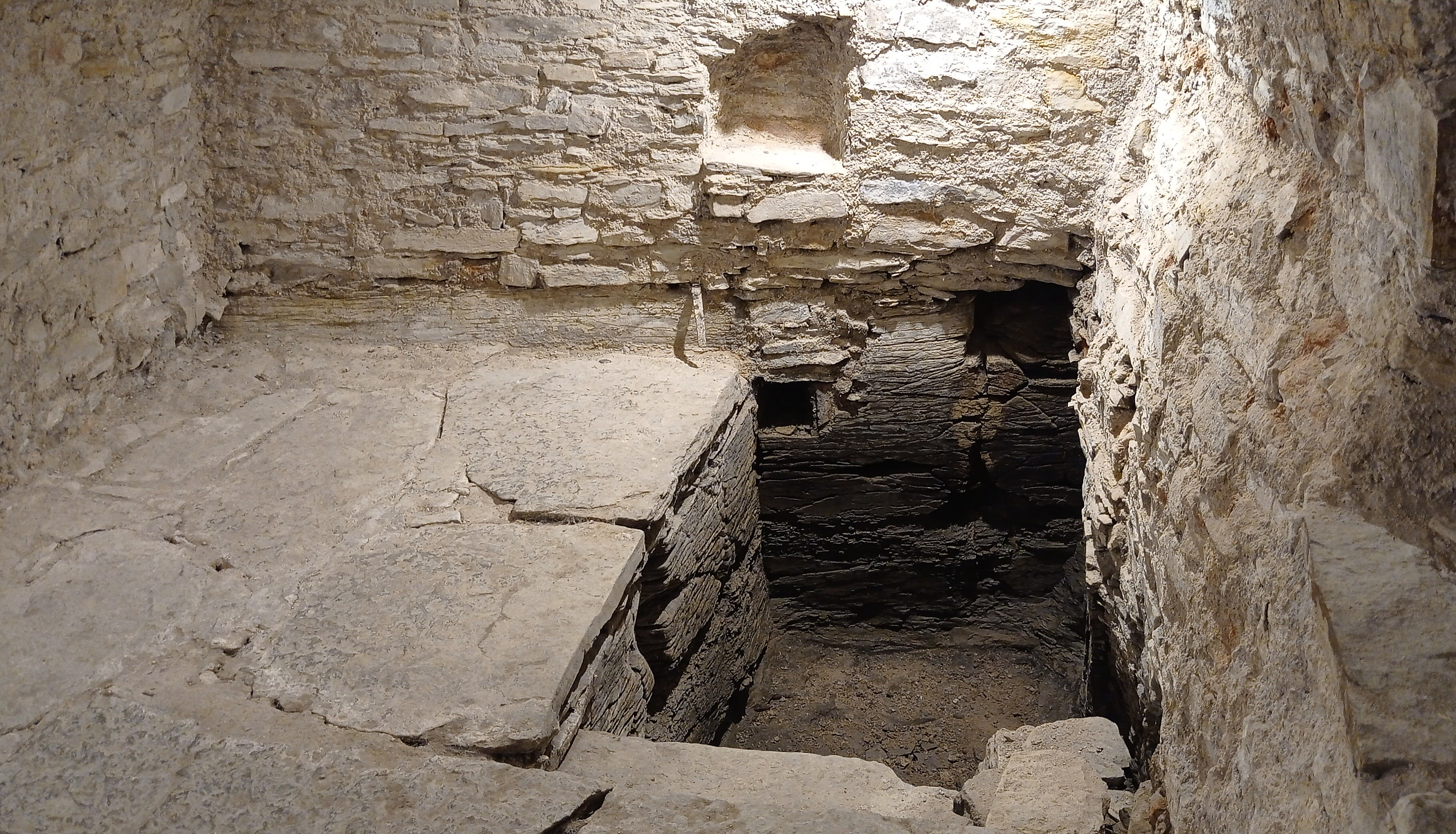
Mikve v sousední budově rabinátu